# Charlotte Wedell
Pour les articles homonymes, voir Wedell.
Charlotte Bolette Sophie, baronne de Wedell-Wedellsborg, dite Charlotte Wedell, née le 27 janvier 1862 à Flensbourg dans le Schleswig-Holstein et morte le 22 juillet 1953 à Frederiksberg, est une mathématicienne danoise. Elle est connue comme une des rares femmes du XIXe siècle à avoir obtenu un doctorat en mathématiques.

## Biographie
Charlotte Wedell est la fille de Vilhelm Ferdinand, Baron de Wedell-Wedellsborg (1827–1914), de la famille noble Wedell, et de Louise Marie Sophie, comtesse de Schulin, elle-même fille de Johan Sigismund Schulin (1808–1880).
Elle poursuit des études de mathématiques à l'université de Lausanne jusqu'au doctorat qu'elle obtient en 1897. Son encadrant officiel semble être Hermann Amstein, mais elle est mentionnée par Adolf Hurwitz sur la liste de ses propres doctorants,. Le sujet de sa thèse est l'application de la théorie des fonctions elliptiques à la solution du problème de Malfatti,.
Lors du premier Congrès international des mathématiciens, Charlotte Wedell est l'une des quatre femmes présentes,, avec Iginia Massarini, Vera von Schiff et Charlotte Scott. Aucune cependant ne donne d'exposé. Il n'y aura d'ailleurs de femme conférencière qu'à partir du congrès de 1912.
En 1898, Charlotte Wedell épouse civilement l'ingénieur Eugène Tomasini (1868-1934), à Copenhague ; ils divorcent en 1909.
DE 1931 à 1946, elle est prieure du monastère d'Aastrup (officiellement Det grevelige Dannemandske Stift), une fondation pour les veuves et femmes seules, créée par Frederik Vilhelm Dannemand, un fils illégitime de Frederik VI.
Elle meurt en 1953.